# Prisreguleringskommissionen
Prisreguleringskommissionen, egentlig: Den overordentlige Kommission af 8. august 1914 var en kommission, der blev nedsat for at regulere priserne på varer i kølvandet på udbruddet af 1. verdenskrig i henhold til Augustlovene 1914. Den fungerede gennem hele krigen og et stykke efter, indtil 1921.
Dansk økonomi var dengang var helt afhængig af samhandel med udlandet, og kommissionen havde til opgave at afbøde varemanglen og de uheldige markedsvilkår, der ellers vil opstå, når leverancerne fra udlandet bliver knappe og uregelmæssige. Særligt den uindskrænkede undervandsbådskrig og den udvidede blokade fra 1. februar 1917 skabte en tilspidset situation for både danske virksomheder og forbrugere. Under 2. verdenskrig blev på lignende vis Priskontrolrådet og Vareforsyningsdirektoratet etableret.
Den overordentlige Kommission havde hjemmel i en række hastelove, der blev vedtaget af Rigsdagen for at afbøde virkningerne af krigsudbruddet på den danske økonomi. Konkret var det Reguleringsloven af 7. august, kaldet Augustloven, som bemyndigede indenrigsminister Ove Rode til at fastsætte priser på fødevarer og andre varer samt til at beslaglægge dem mod fuld erstatning. Til dette formål nedsatte han Den overordentlige Kommission med repræsentanter for erhvervslivets organisationer og de politiske partier. Lovene var tænkt midlertidige, men de var begyndelsen på en udvidelse af statsmagtens beføjelser.
Kommissionen havde et økonomisk sekretariat bestående af senere økonomidirektør Holger Koed og den senere kontorchef i Store Nordiske Telegrafselskab Bror Gloerfelt-Tarp. Den blev så udvidet med senere landsdommer Torben Spang-Hanssen og senere kontorchef i Udenrigsministeriet Hans Jacob Hansen.
Kommissionen blev styret af et "triumvirat", hvis medlemmer dannede forretningsudvalget og ledede arbejdet. Det bestod af formanden, der først var grosserer Christopher Hage, derpå overformynder M.P. Friis og til slut departementschef Kristen Riis-Hansen, meddirektør Herman Heilbuth fra Landmandsbanken og konsul Ditlev Lauritzen. Af de øvrige 12 medlemmer af kommissionen bør især nævnes professor L.V. Birck, redaktør (senere minister) C.N. Hauge (næstformand 1919-21), Niels Frederiksen, senere folketingsformand Jørgen Jensen-Klejs og industrimanden og politikeren Alexander Foss, der var medlem indtil 1918. Industrirådets repræsentanter var bl.a. Benny Dessau, Max Ballin og C.F. Jarl.
Professor Birck havde voldsomme verbale sammenstød med Max Ballin, og en enkelt gang – 6. august 1918 – blev konflikten mellem professoren og spekulanten næsten korporlig. Birck mente, at Ballin og andre af tidens spekulanter udnyttede krigskonjunkturerne til vilde spekulationer i værdier, der ikke eksisterede, hvilket eftertiden har givet Birck ret i. Birck fortsatte da også – sammen med Koed – i Landmandsbank-kommissionen, der blev nedsat i efteråret 1921 efter krakket i banken. Beklageligvis lod Birck sin indsats skæmme af antisemitiske undertoner.
Den overordentlige Kommission havde til huse i Zahlkammerporten, som er forbindelsesbygningen mellem Christiansborg og Den røde Bygning. Den kunne klare sig med kun 25 medarbejdere, hvilket er forbløffende, dens arbejdsopgaver taget i betragtning.